# سحابی مخروطی
سحابی مخروطی (انگلیسی: Cone Nebula) یک سحابی تاریک در صورت فلکی تک‌شاخ است که به وسیله ویلیام هرشل در ۲۶ دسامبر سال ۱۷۸۵ میلادی کشف شده است و در فاصله ۲۷۰۰ سال نوری از زمین واقع شده است.
سحابی مخروطی بخشی از غبارهای اطراف خوشه درخت کریسمس را نیز تشکیل می‌دهد؛ قسمتی از گازهای این سحابی، بیش از ۲٫۵ سال نوری گستردگی دارد و از هیدروژن‌های مولکولی سرد و گرم غباری شکل تشکیل شده که تصویر آن به وسیله تلسکوپ فضایی هابل به ثبت رسیده است.همچنین این سحابی توسط مسیحیان به عیسی در حال دعا کردن تشبیه شده است